# Anna Adamska-Gallant

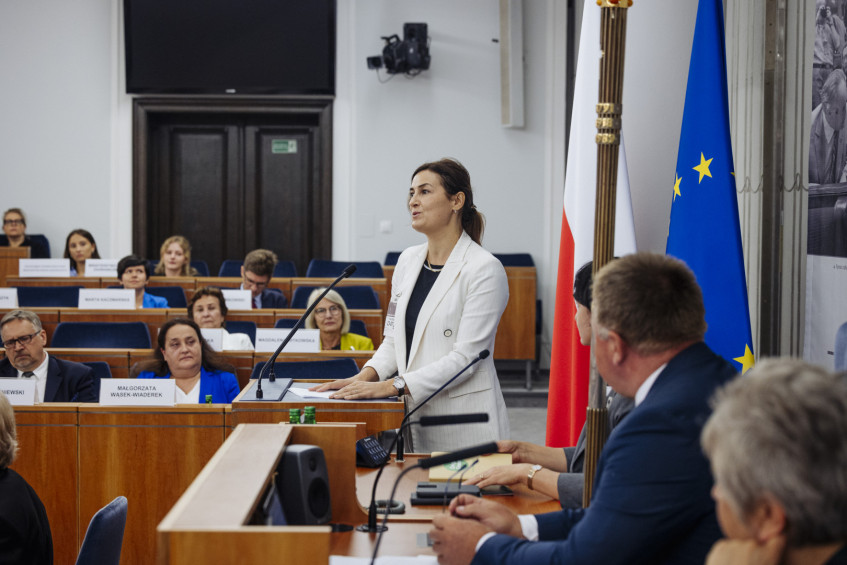
Anna Adamska-Gallant (2024)

Anna Marzena Adamska-Gallant (* 26. April 1975 in Gdańsk) ist eine polnische Juristin. Sie ist seit 2024 Richterin am Europäischen Gerichtshof für Menschenrechte (EGMR).

## Leben und Wirken
Adamska-Gallant studierte ab 1993 Rechtswissenschaften an der Universität Danzig. Ab 1996 studierte sie in einem von den Universitäten Danzig und Cambridge gemeinsam unterhaltenen Studiengang zudem Englisches Recht und das Recht der Europäischen Union. Beide Studien schloss sie 1998 mit dem Erwerb des Mastergrades ab. Anschließend war sie von 1999 bis 2001 für die Unia Wolności Mitglied des Regionalrates der Woiwodschaft Pommern. Im Juni 2001 trat sie in den polnischen Justizdienst ein und wurde als Assessorin an den Bezirksgerichten von Danzig und Biała Podlaska eingesetzt. Ab 2004 war sie Strafrichterin am Bezirksgericht Lublin. Ab 2013 war sie Richterin am Gericht erster Instanz der Rechtsstaatlichkeitsmission der Europäischen Union im Kosovo und schließlich von 2015 bis 2018 Richterin der Strafkammer des Obersten Gerichts dieser Mission. Im Juni 2018 wurde sie als Mitglied des EU Pravo-Justice Ukraine-Projektes vom ukrainischen Präsidenten Wolodymyr Selenskyj in den Expertenrat zur Justizreform der Ukraine berufen.
2021 kehrte sie nach Polen zurück und war fortan selbstständig als Rechtsanwältin, insbesondere im Strafrecht und dem Menschenschutzrecht tätig. 2022 wurde Adamska-Gallant cum laude von der Universität Breslau mit der Arbeit Instytucja tzw. świadka wrażliwego. Analiza prawno-kryminalistyczna na podstawie praktyki międzynarodowych trybunałów karnych i sądów hybrydowych (zu deutsch: Die Institution des sogenannten sensiblen Zeugen. Eine rechtlich-kriminalistische Analyse auf Grundlage der Praxis internationaler Strafgerichtshöfe und hybrider Gerichte) zur Dr. iur. promoviert. Seit 2021 ist sie an der Universität Breslau auch als Dozentin tätig. Darüber hinaus ist sie (Co-)Autorin zahlreicher Veröffentlichungen in Handbüchern und Fachzeitschriften sowie selbstständiger Monographien, die sich insbesondere mit dem internationalen Strafrecht und dem Schutz der Menschenrechte und insbesondere dem Schutz von Zeugen befassen.
Im Oktober 2024 wurde sie als Nachfolgerin von Krzysztof Wojtyczek als Vertreterin Polens zur Richterin am Europäischen Gerichtshof für Menschenrechte gewählt. Sie trat ihre voraussichtlich bis 2033 dauernde Amtszeit am 16. Dezember 2024 an.